# Cumming (Iowa)
Cumming es una ciudad situada en el condado de Warren, en el estado de Iowa, Estados Unidos. Según el censo de 2010 tenía una población de 351 habitantes.

## Geografía
Según la Oficina del Censo de los Estados Unidos, la localidad tiene un área total de 6,65 km², de los cuales 6,62 km² corresponden a tierra firme y el restante 0,03 km² a agua, que representa el 0,45% de la superficie total de la localidad.

## Demografía
Según el censo de 2010, había 351 personas residiendo en la localidad. La densidad de población era de 52,78 hab./km². Había 136 viviendas con una densidad media de 20,45 viviendas/km². El 96,87% de los habitantes eran blancos, el 0,85% afroamericanos, el 0,57% asiáticos, el 0,57% de otras razas, y el 1,14% pertenecía a dos o más razas. El 1,14% de la población eran hispanos o latinos de cualquier raza.

## Personalidades
- Tom Harkin, político demócrata, senador desde 1985.